# Pinus edulis
Pinus edulis Engelm. – gatunek drzewa iglastego z rodziny sosnowatych (Pinaceae). Występuje w USA (Arizona, Kalifornia, Kolorado, Nowy Meksyk, Oklahoma, Teksas, Utah, Wyoming) i Meksyku (Chihuahua).

## Morfologia
PokrójKrzew lub drzewo o koronie stożkowatej, zaokrąglonej i gęstej.
PieńOsiąga 21 m wysokości, 60 cm średnicy. Kora czerwonobrązowa, nieregularnie spękana. Gałęzie utrzymują się na pniu czasem aż do jego podstawy.
LiścieIgły osadzone po 2 na krótkopędach, rzadko po 1 lub 3, wygięte ku szczytowi gałązki. Osiągają 2–4 cm długości, 1–1,5 mm grubości.
SzyszkiSzyszki męskie żółtawe do czerwono-brązowych. Szyszki żeńskie jajowate, po otwarciu prawie kuliste, o średnicy (3,5)4(5) cm, żywiczne. Nasiona brązowe, o długości 10–15 mm, bez skrzydełek.

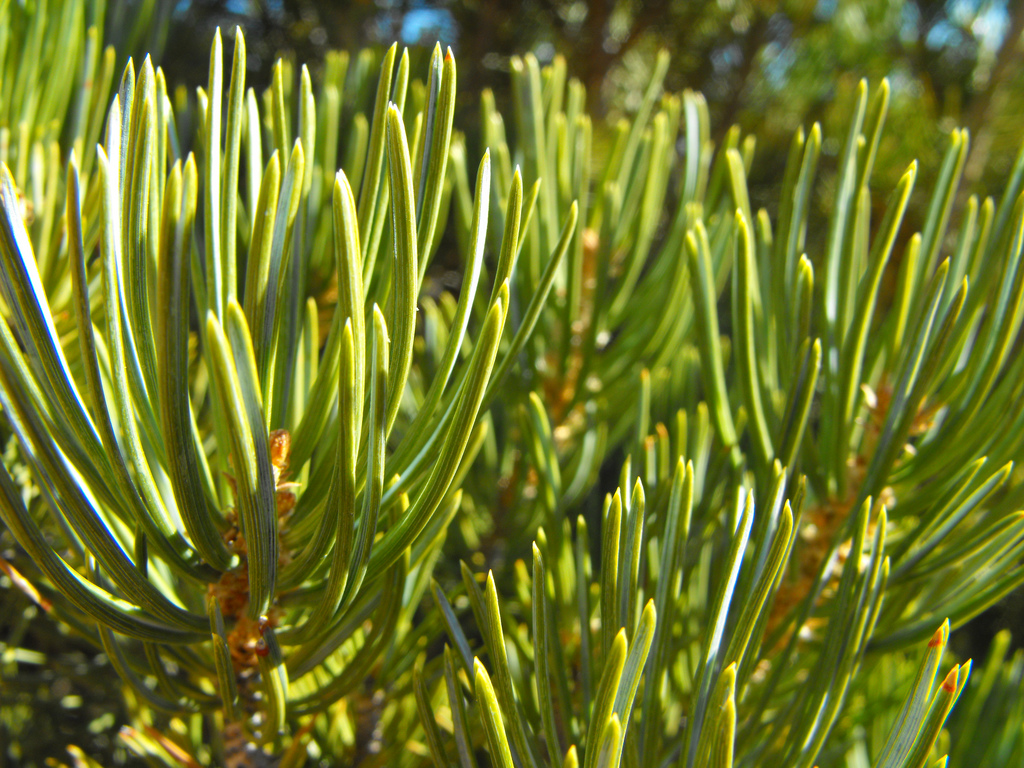
Liście
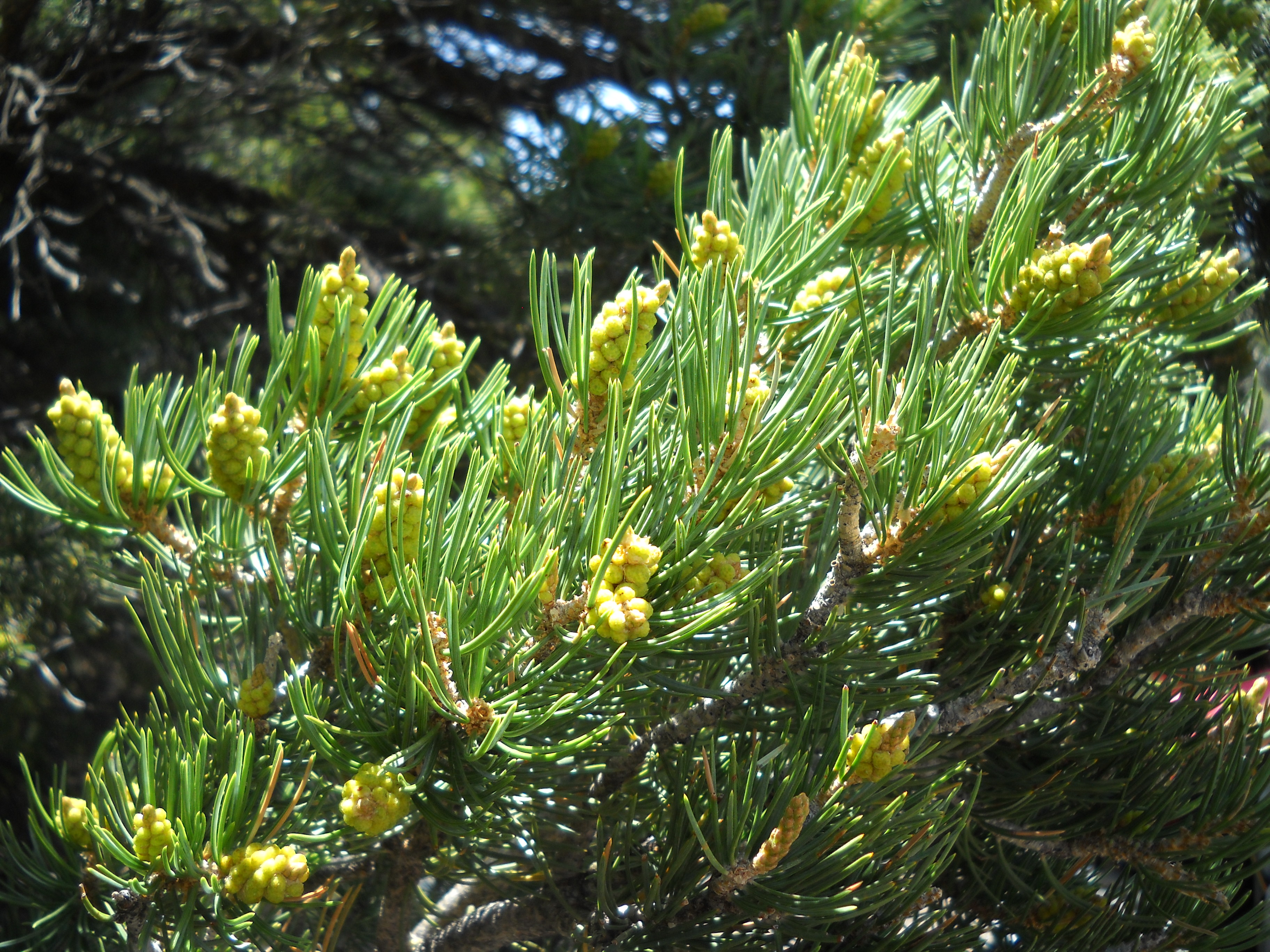
Kwiatostany męskie
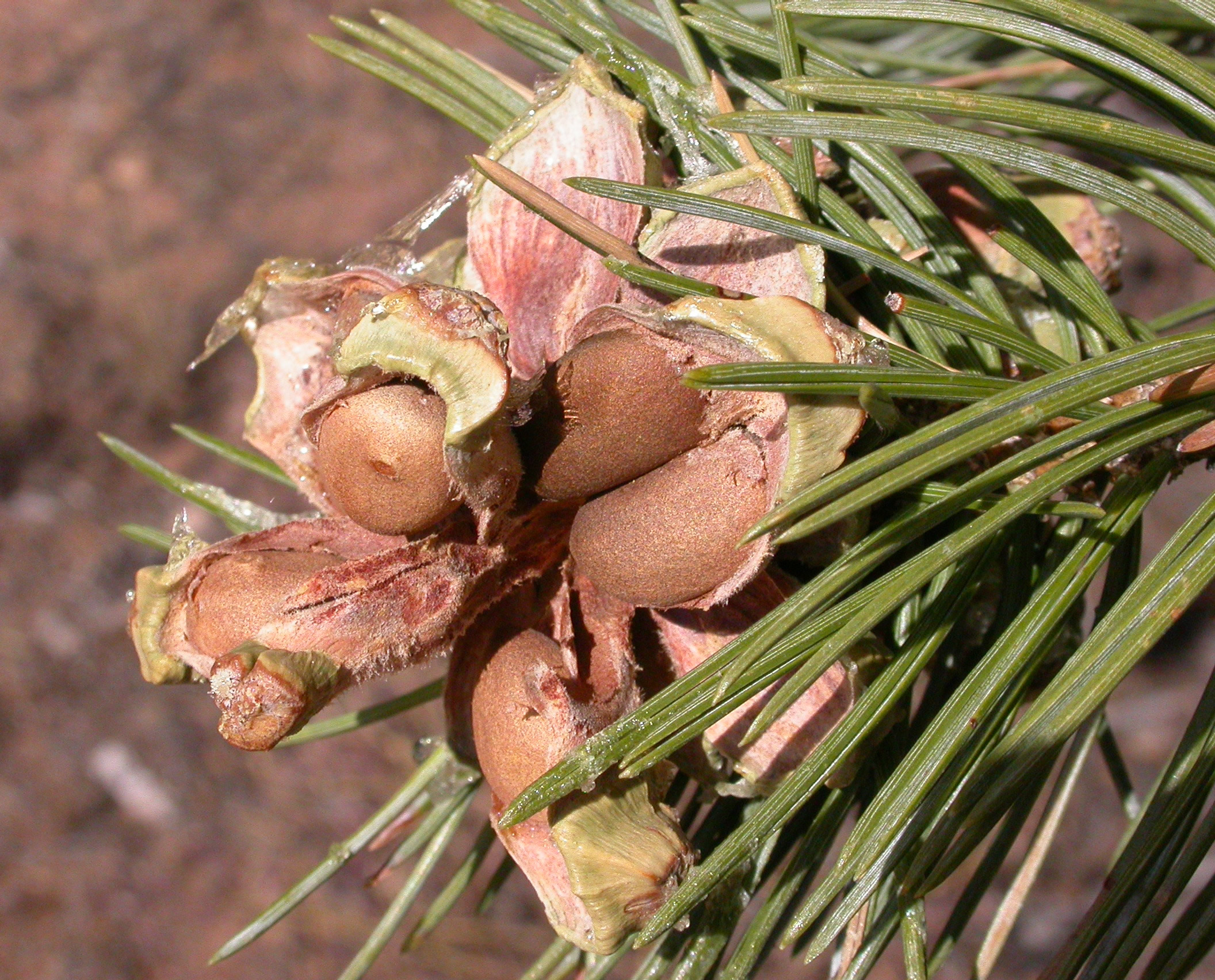
Szyszka nasienna

## Biologia i ekologia
Drzewo wiecznie zielone, wiatropylne, jednopienne. Szyszki nasienne dojrzewają w ciągu 2 lat od zapylenia, uwalniają nasiona i opadają wkrótce potem. Jedna wiązka przewodząca w liściu. Igły pozostają na drzewie przez 4–6 lat. Siewki wykształcają do 24 liścieni.
Występuje na suchych górskich zboczach, na wysokości 1500–2100 m n.p.m., sporadycznie spotykana do 2700 m.. Spośród sosen z podsekcji Cembroides, tworzących lasy sosnowe na zachodzie Ameryki Północnej, zajmuje stosunkowo najchłodniejsze i najbardziej wilgotne tereny. Towarzyszą jej przedstawiciele rodzaju jałowiec (Juniperus). Lasy te zajmują ok. 14,9 milionów hektarów łącznie na terenie Arizony, Kolorado, Nowego Meksyku u Utah. Na suchych stanowiskach Pinus edulis ustępuje jałowcom i pustynnym zaroślom, na wilgotnych innym drzewom leśnym, np. Pinus ponderosa. Występuje także w lasach, w których dominują: Pinus aristata, Pseudotsuga menziesii var. glauca, Juniperus scopulorum, Pinus ponderosa subsp. scopulorum, Cupressus arizonica, Quercus spp.

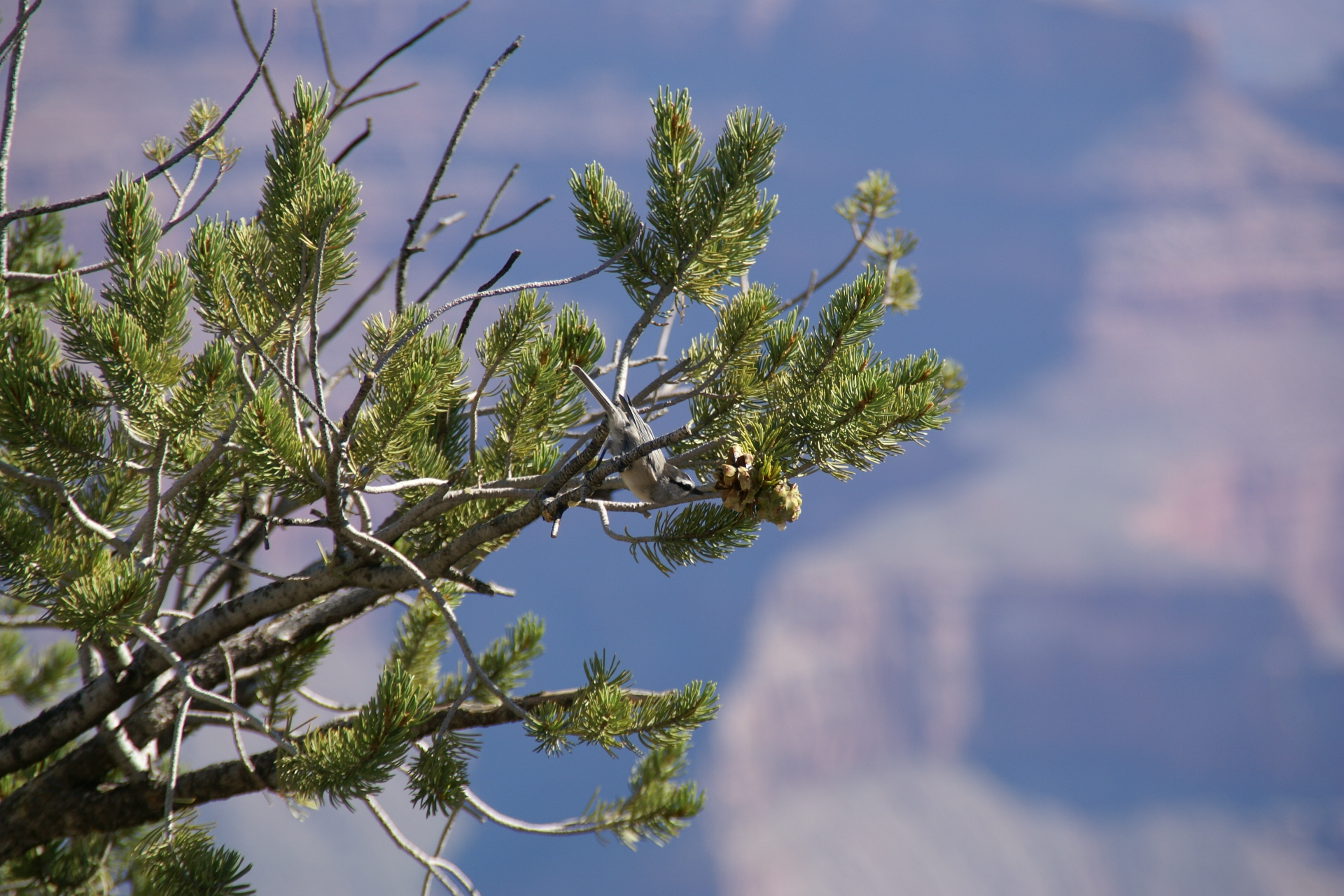
Sikora górska (Poecile gambeli) na P. edulis, Mather Point, Wielki Kanion Kolorado, Arizona

Nasiona są duże i bez skrzydełek, więc nie mogą być rozsiewane przez wiatr. Roznoszą je ptaki, głównie orzechówka popielata (Nucifraga columbiana), modrosójka czarnogłowa (Cyanocitta stelleri), Aphelocoma ultramarina i Gymnorhinus cyanocephalus. Ptaki gromadzą duże ilości nasion zakopując je w schowkach w ziemi, jako zapas pożywienia na zimę. Część kryjówek nie zostaje wykorzystana i z nasion mogą wyrosnąć nowe drzewa.
Pinus edulis jest razem z P. monophylla głównym gospodarzem rośliny pasożytniczej Arceuthobium divaricatum (pasożyt pędowy). Zainfekowane są głównie populacje w Arizonie, Kolorado, Nowym Meksyku, Teksasie i Utah.

## Systematyka i zmienność
Synonimy: P. monophylla var. edulis, Caryopitys edulis (Engelm.) Small, P. cembroides Zucc. var. edulis (Engelm.) Voss.
Pozycja gatunku w obrębie rodzaju Pinus:
- podrodzaj Strobus
  - sekcja Parrya
    - podsekcja Cembroides
      - gatunek P. edulis

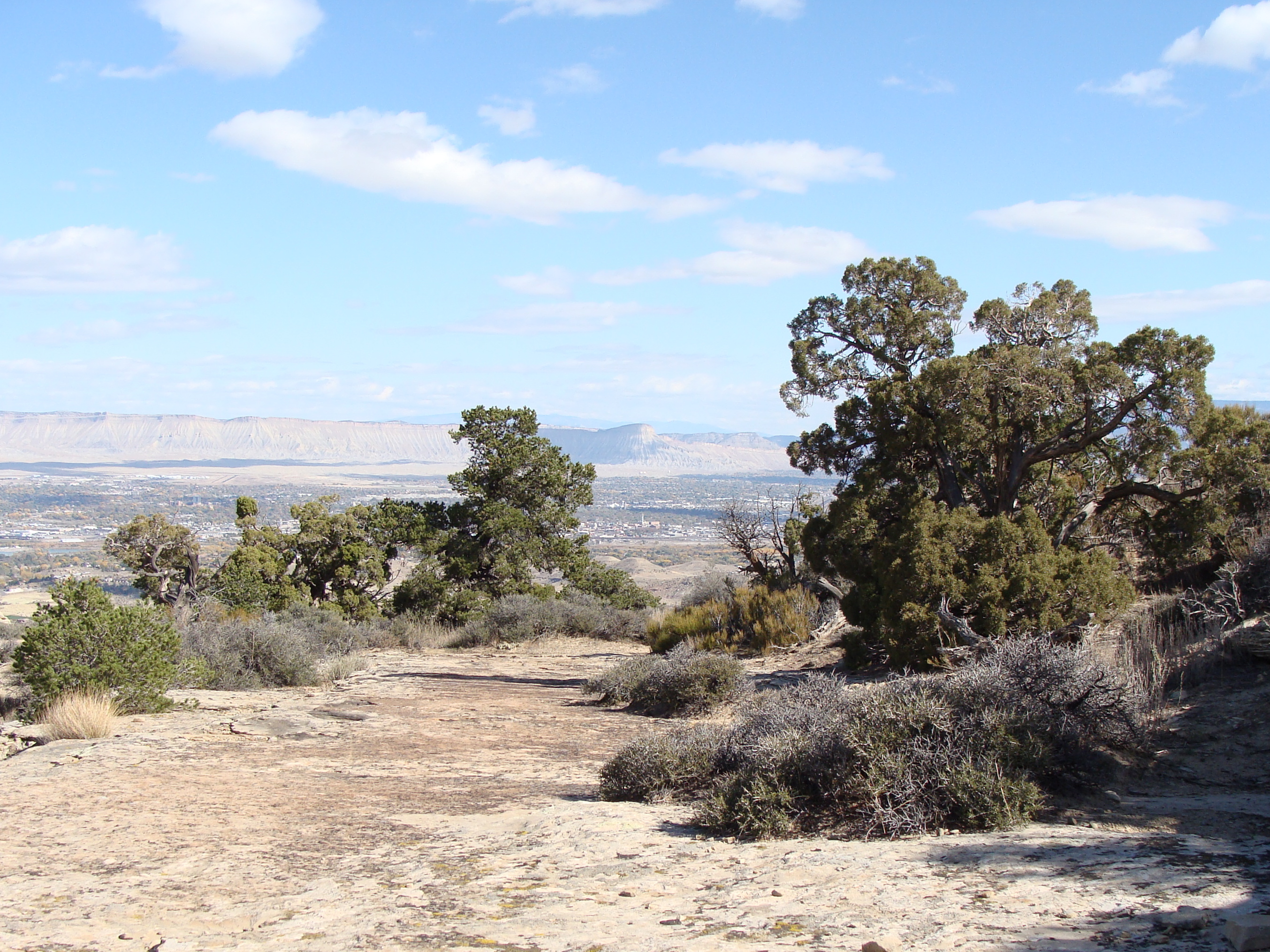
Las sosnowo-jałowcowy w pobliżu Grand Junction, Kolorado

Pinus edulis tworzy mieszańce z sosną jednoigielną (P. monophylla), jednak zasięgi tych gatunków są prawie rozłączne, więc nie zdarza się to często. Mieszańce te spotykane są na wschodnim brzegu Wielkiej Kotliny. W górach New York Mountains we wschodniej Kalifornii na skrajnie wschodnich stanowiskach rosną drzewa pierwotnie sklasyfikowane jako P. edulis, które następnie część botaników uznała za P. monophylla. Opisane zostały także jako gatunek Pinus californiarum D.K. Bailey, i chociaż klasyfikacja ta nie uzyskała szerszej akceptacji, relacja tych drzew z P. edulis i P. monophylla wymaga dalszych badań. P. edulis krzyżuje się również z P. cembroides.

## Zagrożenia
Międzynarodowa organizacja IUCN umieściła ten gatunek w Czerwonej księdze gatunków zagrożonych, ale przyznała mu kategorię zagrożenia LC (least concern), uznając go za gatunek najmniejszej troski, o niskim ryzyku wymarcia. Klasyfikację tę utrzymano w kolejnym wydaniu księgi w 2013 roku.

## Zastosowanie
Roślina jadalnaJadalne nasiona zbierane są przez rdzennych Amerykanów, czasem sprzedawane na lokalnym rynku.
Surowiec drzewnyDrewno wykorzystywane było jako budulec, obecnie jako drewno na opał.

## Obecność w symbolice
Pinus edulis jest symbolem stanu Nowy Meksyk.